# Bloodstained: Curse of the Moon
Bloodstained: Curse of the Moon — компьютерная игра в жанре двухмерного платформера разработанная и изданная японской компанией Inti Creates. Игра является компаньоном к игре 2019 года Bloodstained: Ritual of the Night, разработанной компанией ArtPlay. Причиной разработки Bloodstained: Curse of the Moon послужило обещание, данное компанией ArtPlay во время процесса краудфандинга Bloodstained: Ritual of the Night о том что при сборе определённой суммы денег, вместе с их игрой будет также доступна и мини-игра в ретро стиле. Сюжет Curse of the Moon рассказывает историю проклятого мечника Зангецу, который охотится на демонов ради мести. Также в игре присутствуют три других персонажа: Мириам, Альфред и Гебель. Bloodstained: Curse of the Moon выполнена в 8-битном стиле, а игровой процесс аналогичен играм серии Castlevania, выходившим на консоли Nintendo Entertainment System, в особенности Castlevania III: Dracula's Curse 1989 года.
Игра была разработана за 6 месяцев, представлена на фестивале японских инди-игр и выпущена спустя 2 недели после этого. Рецензенты отмечали, что платформер является хорошей отсылкой к Castlevania III, хотя часть из них посчитала, что Bloodstained: Curse of the Moon слишком похожа на своих предшественниц, тогда как другая часть журналистов похвалила добавление новых опций и игровых режимов, что сделало игру больше похожей на современные. Обозреватели также отмечали, что игра очень короткая, хотя и выполняет своё предназначение быть предысторией к Ritual of the Night. В июле 2020 был выпущен сиквел игры, в котором появились как Зангецу, так и три новых персонажа.

## Игровой процесс
Bloodstained: Curse of the Moon является двухмерным платформером, игровой процесс которого аналогичен играм серии Castlevania, выходившим на Nintendo Entertainment System, в особенности Castlevania III: Dracula's Curse. Как и Castlevania III, в игре есть уровни с ветвящимися путями, которые одному боссу, а также несколько игровых персонажей. Игрок начинает как мечник Зангецу и по мере продвижения по сюжету, может рекрутировать трёх других персонажей: атакующую хлыстом Мириам, мага по имени Альфред и вампироподобного Гебеля. Каждый из персонажей обладает различными оружием, способностями, шкалой жизни и стилем атаки, из-за чего использование одного конкретного персонажа бывает предпочтительнее в определённых ситуациях. Игрок может мгновенно переключаться между персонажами в любое время. Если персонаж умирает, то он становится недоступен для выбора до конца текущего уровня, что может ограничить способность игрока исследовать уровень. У игрока есть возможность включать и выключать неограниченное количество жизней, а если персонаж получает урон, то его отбрасывает назад, как это происходило в классических играх серии Castlevania. Кроме того, в игре есть режим последовательного сражения с боссами и другие настройки для увеличения сложности.

## Разработка
Bloodstained: Curse of the Moon является игрой-компаньоном для более масштабного проекта Bloodstained: Ritual of the Night, который представляет собой игру в жанре метроидвания от бывшего продюсера серии Castlevania, Кодзи Игараси. Когда Bloodstained: Ritual of the Night собирала деньги на разработку при помощи краудфандингого сайта Kickstarter, одной из обещанных целей при превышении нужной суммы денег была создание небольшой игры-приквела в ретро стилистике. Для того, чтобы исполнить данное обещание, к работе была подключена компания Inti Creates, которая состояла из бывших работников Capcom под руководством президента компании, Такуи Аидзу. Команда ранее имела опыт создания игр в ретро стиле, выпустив такие проекты как Mega Man 9 и Blaster Master Zero. Изначально разработчики должны были заниматься помощью в разработке Ritual of the Night, но начав планировать Curse of the Moon после выхода альфа-версии Ritual of the Night для выставки E3 2016, в конце 2017 года команда вышла из проекта Ritual of the Night и полностью переключилась на Curse of the Moon.
Inti Creates отвечала как за игровой процесс, так и за художественное исполнение, тогда как Игараси только давал консультации о тому как связать сценарий и общий сеттинг с Ritual of the Night. Игараси считал, что опыт Inti Creates в разработке двухмерных игр делает студию хорошим выбором для проекта, тогда как разработчики из компании также хотели заниматься проектом. Поскольку основная игра была в жанре метроидвания, то Curse of the Moon с самого начала планировалась как классический платформер с отдельными уровнями и схватками с боссами. Одной из целей команды было воспроизвести дух игр 8-битной Castlevania, но при этом также были добавлены элементы игрового процесса и функциональность, которая была невозможна на 8-битном аппаратном обеспечении. Аидзу посчитал, что игроки думают, что 8-битные игры в их воспоминаниях выглядят лучше, чем на самом деле и потому в проекте использовались эффекты, которых невозможно достичь на старых консолях, такие как очень большие спрайты и большое количество параллаксного скроллинга. Для того, чтобы сделать сюжет более интересным, в качестве главного персонажа был выбран Зангецу, а не Мириам, которая является протагонистом Ritual of the Night, а события развиваются за 10 лет до сюжета основной игры. Проект был разработан за 6 месяцев. Хотя изначально планировалось, что Bloodstained: Curse of the Moon будет приквелом, Аидзу считает, что игра скорее стала спин-оффом.

## Выпуск
Inti Creates представила игру на японском фестивале инди-игр BitSummit в Киото 12 мая 2018 года. Через две недели, 24 мая 2018 года игра была выпущена на платформах Nintendo Switch, Nintendo 3DS, PlayStation 4, PlayStation Vita, и Microsoft Windows. 6 июня состоялся выпуск на консоли Xbox One. Некоторые из участников краудфандинговой кампании Ritual of the Night получили игру бесплатно. В феврале 2019 игра предлагалась бесплатно для подписчиков сервиса Games with Gold на консоли Xbox One. 15 марта 2019 года, издательство Limited Run Games выпустило игру на физических носителях для платформ Switch, PlayStation 4 и Vita, предлагая как обычные так и более дорогие издания для коллекционеров.